# کنی بدز (آریزونا)
کنی بدز (به انگلیسی: Cane Beds) یک منطقهٔ مسکونی در ایالات متحده آمریکا است که در آریزونا واقع شده‌است. کنی بدز ۲۱٫۴۶ کیلومتر مربع مساحت و ۱۰٬۸۷۳ نفر جمعیت دارد و ۱٬۵۳۸ متر بالاتر از سطح دریا واقع شده‌است.